# الصمم في بنغلاديش
الصمم في بنغلاديش يعد مشكلة صحية كبرى. حوالي 9.6% من سكان بنغلاديش (أي 13.7 مليون شخص حسب تقديرات تعداد عام 2011) يعانون من الصمم أو ضعف السمع (فقدان 40% من حاسة السمع). (ديسيبل أو أكثر). فقدان السمع بأي درجة موجود لدى 34.6% من السكان (49.2 مليون) وفقدان السمع العميق (فقدان 90% من السمع) (dB أو أكثر) موجود في 1.2% من السكان (1.7 مليون). لغة الإشارة المستخدمة في بنغلاديش تسمى لغة الإشارة البنغالية (بي دي أس أل). في كثير من الأحيان لا يتمكن الأشخاص الصم في بنغلاديش من الحصول على العلاج أو التعليم ويواجهون التمييز بصفة شائعة. تجد العديد من جمعيات الصم في بنغلاديش.

## الأسباب
تنشأ معظم حالات فقدان السمع في بنغلاديش في مرحلة البلوغ حيث يكون الأشخاص الذين تزيد أعمارهم عن 60 عامًا والأشخاص من ذوي الوضع الاجتماعي والاقتصادي المنخفض هم الأكثر عرضة للإصابة بفقدان السمع بوجه كبير. وتشمل الأسباب الشائعة لفقدان السمع في بنغلاديش تراكم شمع الأذن والتهاب الأذن الوسطى القيحي المزمن (سي أس أو أم) والتهاب الأذن الوسطى مع الانصباب (أو أم إي). كما أن الصمم الخلقي والضوضاء المفرطة في المناطق الحضرية واستخدام الأدوية السامة للأذن تساهم أيضًا في ارتفاع معدل فقدان السمع في بنغلاديش.

## لغة الإشارة البنغالية

### التاريخ
يُعتقد أن لغة الإشارة البنغلا (بي دي أس أل) والمعروفة أيضًا باسم لغة الإشارة البنغالية أو لغة الإشارة البنغلاديشية نشأت في مدرسة كلكتا للصم والبكم التي تأسست عام 1893. حيث قام الطلاب في هذه المدرسة بإنشاء نظام إشارة خاص بهم مستقل عن نظام الإشارة في دلهي ونشروه في مجتمعاتهم المحلية في ما يعرف الآن بولاية البنغال الغربية وبنجلاديش. ومنذ عام 1947 وحتى استقلالها في عام 1971 انفصلت بنغلاديش عن الهند وكانت تُعرف باسم باكستان الشرقية. وقد هاجر ملايين الهندوس والمسلمين بما في ذلك عدة آلاف من الهندوس والمسلمين الصم بين غرب البنغال وبنجلاديش خلال هذه الفترة وهو ما سمح للعلامات في هاتين المنطقتين بالبقاء متشابهة. وبعد هذه الفترة أدى النقص النسبي في الهجرة بين غرب البنغال وبنغلاديش إلى تباعد نظام الإشارة هذا إلى لغة إشارة غرب البنغال (دبليو بي أس أل) ولغة إشارة البنغالية (بي دي أس أل).
كما نُشر قاموس لغة الإشارة البنغالية في عام 1994 بهدف إنشاء لغة إشارة موحدة ومعتمدة في جميع أنحاء بنغلاديش. ففي الأول من فبراير 2009 أعلنت رئيسة وزراء بنغلاديش الشيخة حسينة لغة الإشارة البنغالية لغة رسمية في بنغلاديش. بالإضافة إلى ذلك فإن يوم 7 فبراير هو يوم لغة الإشارة البنغالية وقد أُعترف به منذ عام 2013.

### الاختلافات عن لغات الإشارة الأخرى في جنوب آسيا
يختلف العلماء حول ما إذا كانت لغة الإشارة الهندية الباكستانية (بي دي أس أل) ولغة الإشارة العالمية الباكستانية (دبليو بي أس أل) مختلفتين عن لغة الإشارة الهندية الباكستانية (آي بيه أس أل) أو ما إذا كانتا تعتبران لهجة من لغة الإشارة الهندية الباكستانية (آي بيه أس أل). وجد جونسون وجونسون (2016) أن لغات الإشارة المستخدمة في كلكتا ودلهي لها تشابه معجمي بنسبة 75.0٪ وهو ما يكفي للإشارة إلى أن اللغتين منفصلتان. إذ أن لغة الإشارة البنغالية ولغة الإشارة في غرب البنغال متشابهتان للغاية من الناحية المعجمية ولكن الاختلافات في الهوية تلعب دورًا كبيرًا في مجتمعات الصم في كلتا المنطقتين وقد أطلقت هذه المجتمعات أسماء منفصلة على اللغتين.

## الوقاية والعلاج

### الوصول محدود
في بنغلاديش تعتبر المرافق المخصصة للكشف عن أمراض السمع وعلاجها غير شائعة في الرعاية الأولية والثانوية. حيث أن الجراحة مكلفة للغاية بالنسبة لمعظم الأشخاص الذين يعيشون في بنغلاديش وهناك أيضًا نقص في الجراحين المدربين. كما أن بنغلاديش لا تملك ما يكفي من أجهزة السمع لتوفيرها لحوالي 4 إلى 6 في المائة من السكان الذين يحتاجون إليها.

### التكنولوجيا المساعدة
تصمم العديد من برامج الكمبيوتر للتعرف على إشارات اليد بي دي أس أل. تصمم هذه البرامج بوجه عام لتسهيل المحادثة بين الأشخاص الذين يستخدمون لغة الإشارة والأشخاص الذين لا يستخدمون لغة الإشارة عن طريق التعرف على الإشارات وترجمتها في الوقت الفعلي. وتستخدم بعض البرامج القفازات التي يرتديها المستخدم للكشف عن العلامات بينما تستخدم برامج أخرى شبكة عصبية ملتوية مدربة (سي أن أن) للتعرف على إشارات اليد من الصور. وقد حققت تطبيقات هذه التقنية الأخيرة دقة تتراوح بين 98% و99% في التعرف على مجموعة فرعية من العلامات عند اختبارها في بيئة تجريبية.
يرتبط استخدام المعينات السمعية بالتمتع الأكبر بحقوق الإنسان في بنغلاديش. وقد أظهرت إحدى الدراسات أن البنغاليين الذين استخدموا المعينات السمعية كانوا أكثر صحة وتعليماً وانخراطاً في عملهم واستماعاً على وجه أفضل ومشياً بطريقة أفضل وأكثر ميلاً إلى استخدام وسائل النقل العام مقارنة بالبنغاليين الذين لم يستخدموا المعينات السمعية.
أظهرت دراسة أجراها إيميت وآخرون عام 2019 أن زراعة القوقعة فعالة من حيث التكلفة في بنغلاديش ومن شأنها أن تقلل من سنوات العمر المعدلة حسب الإعاقة (مقياس انخفاض جودة الحياة بسبب الإعاقة) من 6.03 سنة إلى 1.31 سنة في المتوسط.

## تعليم الصم
أنشأت أربع مدارس للمكفوفين والصم في بنغلاديش في عام 1962. وفي عام 1992 لم يكن هناك سوى سبع مدارس للصم في بنغلاديش بسعة إجمالية تبلغ 420 طالبًا. سجل نقص في المعلمين المدربين والمواد للطلاب الصم ونتيجة لذلك فإن معظم الصم في بنغلاديش غير متعلمين بدرجة كافية وخاصة أولئك الذين يعيشون في المناطق الريفية. ولا توجد أيضًا مدارس سكنية للصم بدوام كامل في بنغلاديش.
أظهرت دراسة أجراها إيميت وآخرون عام 2019 أن تعليم الصم فعال من حيث التكلفة في بنغلاديش ووجد أنها خفضت متوسط سنوات العمر المعدلة حسب الإعاقة من 6.03 سنة إلى 2.03 سنة في المتوسط. ووجدت هذه الدراسة أيضًا أن متوسط تكلفة تعليم الصم مدى الحياة في بنغلاديش بلغ 49041 دولارًا أمريكيًا للفرد وهي أعلى تكلفة بين جميع الدول التي شملها الاستطلاع في الجنوب وجنوب شرق آسيا.

## قضايا حقوق الإنسان
يؤثر الفقر والبطالة وانعدام التعليم على العديد من الصم في بنغلاديش. غالبًا ما يضطر الصم في بنغلاديش إلى الاعتماد على الأشخاص الذين يسمعون للحصول على المساعدة ولكن معظم الأشخاص الذين يسمعون في بنغلاديش لا يدركون القضايا التي يواجهها الصم. ولا تحظى حقوق التوظيف للأشخاص الصم بالحماية ونتيجة لذلك يكافح العديد من الصم في بنغلاديش من أجل العثور على عمل وحتى لو وجدوا عملاً فإنهم غالبًا لا يحصلون على أجر كافٍ ليكونوا مكتفين ذاتيًا. كما أن التحدث الشفهي يشكل أيضًا قضية كبيرة في بنغلاديش حيث غالبًا ما يطغى المتحدثون الشفهيون الذين يريدون دمج الصم في مجتمع السمع على آراء الصم الذين يعارضونهم.
إن الافتقار إلى المعرفة والوعي بشأن الصمم فضلاً عن الوصمة المرتبطة بالصمم يؤدي في كثير من الأحيان إلى عدم كفاية العلاج. وغالبًا ما يحاول الأشخاص الصم في بنغلاديش إخفاء صممهم وقد يرفضون استخدام المعينات السمعية حتى لا يكشفوا عن إعاقتهم.

## جمعيات الصم

### بي إن إف دي
تأسس الاتحاد الوطني للصم في بنغلاديش (بي أن أف دي) في عام 1963 وهو أقدم منظمة للأشخاص ذوي الإعاقة (دي بيه أو) في بنغلاديش. تهدف المنظمة إلى تثقيف وتدريب الصم في جميع أنحاء بنغلاديش والدفاع عن حقوقهم وتعزيز التنوع في مجتمع الصم وضعاف السمع. تركز مؤسسة بي أن أف دي على إنشاء وتحسين المدارس للأشخاص الذين يعانون من ضعف السمع والنطق (بما في ذلك تعزيز مدرسة دكا الثانوية للصم الموجودة بالفعل) وتوفير التدريب المهني المجاني للأشخاص الصم وتعليم لغة الإشارة وإنشاء نزل للطلاب الصم. تتلقى مؤسسة بي أن أف دي الدعم من حكومة بنغلاديش والمجلس الوطني للرعاية الاجتماعية في بنغلاديش والاتحاد العالمي للصم (دبليو أف دي) -الذي تعد بي أن أف دي عضوًا فيه أيضًا- والجمعية النرويجية للصم.

### سي دي دي
مركز الإعاقة في التنمية الذي تأسس في عام 1996 هو منظمة غير ربحية تدافع عن إدماج الأشخاص ذوي الإعاقة. تتمثل مهمة سي دي دي في تقديم الدعم للأشخاص ذوي الإعاقة حتى يتمكنوا من المشاركة في المجتمع السائد فضلاً عن تثقيف عامة الناس حول أهمية الشمول للأشخاص ذوي الإعاقة.

### إس دي إس إل
تأسست جمعية الصم ومستخدمي لغة الإشارة (أس دي أس أل) في عام 2008 بهدف الدفاع عن مستخدمي لغة الإشارة في بنغلاديش. حيث تهدف مبادرة لغة الإشارة البنغالية إلى تمكين مستخدمي لغة الإشارة البنغالية من الحصول على نفس الوصول إلى المعلومات والموارد مثل الأشخاص الذين يسمعون ولتمكين جميع الأطفال الصم من تلقي التعليم بلغة الإشارة. وتدعو أس دي أس أل أيضًا إلى توفير المزيد من إمكانية الوصول لمستخدمي لغة الإشارة في وسائل الإعلام وخاصة عن طريق استخدام مترجمي التلفزيون المؤهلين.

### سمع سليم بحلول عام 2030
تحسين السمع بحلول عام 2030 هي مبادرة اقترحتها منظمة الصحة العالمية للقضاء على 90% من الصمم وضعف السمع في بنغلاديش بحلول عام 2030. ويقومون بتحقيق ذلك عن طريق برامج الكشف المبكر عن فقدان السمع وعلاجه وبرامج تدريب المهنيين الطبيين في مجال فقدان السمع وبرامج نشر الوعي المجتمعي والمشاركة.